# Guicciardini
Die Guicciardini bezeichnen eine Familie aus Florenz. Sie war in der Oligarchie des spätmittelalterlichen und frühneuzeitlichen Florenz vertreten, hat reichen Anteil an der geschichtlichen und kulturellen Überlieferung und existiert noch heute.

## Geschichte
Nach Auskunft der frühneuzeitlichen Familienüberlieferung sind die Ursprünge der Guicciardini bis auf die Zeit um 1300 nicht bekannt. In dieser Zeit stellten sie in dem jungen Amt des Gonfaloniere della Giustizia zwei Amtsträger.
Im Sommer 1378 stand ein Luigi Guicciardini im Gonfalonierat der Republik Florenz vor, als der Ciompi-Aufstand, das Aufbegehren der Unterschicht, die Ordnung mit sich riss. Den Aufstieg der Medici vor Augen, der 1434 in die Machtergreifung durch den älteren Cosimo mündete, waren die Guicciardini zwischen den Parteien aufgestellt. Nachdem die Medici ihre Parteityrannis aufgerichtet hatten, waren die Guicciardini stete Vertreter ihrer Vaterstadt am Arno, im Herrschaftsgebiet in Italien und zuweilen in der auswärtigen Christenheit.
Francesco Guicciardini (1483–1540) hat die bis heute fortwirkende Prominenz seiner Familie erzeugt, da er in der „Storia d’Italia“ das weithin autoritative und grundlegende Werk über die Geschichte Italiens von 1492 bis 1534 hinterlassen hat.

## Persönlichkeiten
- Francesco Guicciardini (Historiker) (1483–1540), italienischer Historiker und Politiker
- Francesco Guicciardini (Politiker) (1851–1915), italienischer Jurist und Politiker
- Lodovico Guicciardini (1521–1589), italienischer Humanist, Geograph, Kartograph, Politiker und Schriftsteller, Neffe Francesco Guicciardinis.
- Niccolò Guicciardini (* 1957), Mathematikhistoriker
- Piero Guicciardini (1808–1886), italienischer Theologe